# Seven Network
Seven Network (stilizat 7Network, cunoscută obișnuit ca Channel Seven sau simplu Seven) este o rețea de televiziune australiană deținută de compania Seven West Media. Fondată pe data de 2 decembrie 1956, Seven este una din cele cinci mari rețele de televiziune din Australia.